# Creuer Emanuele Filiberto Duca d'Aosta
L'Emanuele Filiberto Duca d'Aosta (o, simplement, el Duca d'Aosta) va ser un creuer lleuger de la Regia Marina, pertanyent a la classe Condottieri del tipus Duca d'Aosta.

## Característiques
La propulsió era per vapor amb dos reductors de turbina tipus Belluzzo/Parsons alimentats per vapor de sis calderes de tubs d'aigua tipus Yarrow/Regia Marina, amb cremadors de nafta, amb sobreescalfadors, als quals l'aigua circulava per tubs escalfada externament pels gasos, aprofitant així la calor alliberada pels cremadors, les parets de la caldera i la combustió dels gasos d'escapament.
Al segle xx, aquest tipus de calderes es va convertir en el model estàndard de totes les grans calderes, gràcies també a l'ús d'acers especials capaços de suportar altes temperatures i al desenvolupament de les modernes tècniques de soldadura. La planta de motors proporcionava una potència màxima de 100.000 CV i permetia al vaixell assolir una velocitat màxima de gairebé 37 nusos, amb una autonomia de 3.900 milles a una velocitat mitjana de 14 nusos.
L'armament principal constava de vuit canons 152/53 A-1932 de càrrega semiautomàtica d'un sol bressol instal·lats en quatre torretes bessones elevades , dues cap endavant i dues darrere el segon embut.
El principal armament antiaeri constava de sis OTO 100/47 mm mod. 1927 en tres complexos bessons, també útils per a tasques antinaus, però que amb l'augment de la velocitat de l'aeronau i amb les noves formes d'atac de busseig es van mostrar insuficients per a la defensa aèria i van revelar una certa utilitat només en el foc de bombardeig: per superar aquests inconvenients, la Reggia Marina va preparar el 90/50 mm A-1938
L'armament antiaeri secundari constava de vuit metralladores Hotchiss de 13,2/76 mm en quatre muntatges bessons i vuit metralladores Breda pesades de 37/54 mm muntades en quatre muntures dobles que es van mostrar especialment útils contra torpediners i en general contra objectius a baixa altitud.
L'armament de torpedes constava de sis tubs de torpedes en dos conjunts giratoris triples que es col·locaven a la coberta aproximadament a mig camí entre els dos embuts; l'armament antisubmarí es va completar amb dos llançadors de càrregues de profunditat.
La unitat va embarcar dos hidroavions de reconeixement marítim biplans IMAM Ro.43, capaços d'arribar a aproximadament 300 km/h i amb un abast d' aproximadament 1.000 km, que eren llançats des d'una catapulta, col·locada al mig del vaixell.

## Nom
El vaixell va rebre el nom d'Emanuele Filiberto di Savoia duc d'Aosta, general del Regio Esercito, fill del rei d'Espanya Amadeu I i germà del duc dels Abruços Luigi Amedeo di Savoia.
Durant la Primera Guerra Mundial, Emanuele Filiberto va dirigir el Tercer Exèrcit sense patir mai la derrota, guanyant-se el sobrenom del Duca Invitto ("Duc Invicte"), i sota el comandament del qual va conquerir Gorizia a la sisena batalla de l'Isonzo. El 1926 va ser nomenat Mariscal d'Itàlia. Va morir el 1931 i, segons els seus desitjos, va ser enterrat entre els soldats al Santuari Militar de Redipuglia.
El lema del vaixell era Victoria nobis vita ("per a nosaltres la victòria és vida") que era el lema del Duc Invencible , i a la Marina seria heretat pel portahelicòpters Vittorio Veneto; hi havia altres escrits al vaixell, entre ells "ça costa lon ça costa! Viva l'Aosta! " (Sigui el que costi, visca Aosta), el lema del batalló alpí d'Aosta.
Anteriorment, a la Regia Marina, un cuirassat que portava el nom d'Emanuele Filiberto havia rebut el nom d'Emanuele Filiberto di Savoia desè Duc de Savoia i avantpassat d'Emanuele Filiberto de Savoia-Aosta; el vaixell, en servei de juny de 1901 a febrer de 1920, va rebre la seva bandera de batalla a La Spezia el 10 d'abril de 1902 de les mans del mateix duc d'Aosta.

## Servei
Se li col·locar la quilla  el 29 d'octubre de 1932 a les drassanes OTO de Livorno, avarat el 1934 i va entrar en servei el 1935. El 1938 va començar una circumnavegació del món amb el seu bessó Eugenio di Savoia que va ser interrompuda per l'amenaça de l'esclat de la Segona Guerra Mundial mentre els dos vaixells estaven a Sud-amèrica. La sortida prevista per a l'1 de setembre de 1938 va tenir lloc el 5 de novembre del mateix any des de Nàpols, mentre que la tornada, prevista per al 25 de juliol de 1939 , es va avançar a finals de gener de 1939 amb la retirada dels vaixells que van tornar a La Spezia el 3 de març de 1939.
Els primers comandants de la unitat van ser els capitans de navili Alberto Da Zara (a partir de l'11 de juliol de 1935) i Carlo Balsamo di Specchia.

### Activitat de guerra
Durant la Segona Guerra Mundial, les seves principals tasques eren l'escorta de combois i la col·locació de camps de mines.
A l'esclat de la Segona Guerra Mundial la unitat va ser adscrita a la VII Divisió de Creuers dins del II Esquadró. La divisió va ser completada pel Montecuccoli, del Muzio Attendolo i del seu bessó Eugenio di Savoia, vaixell insígnia de l'almirall Sansonetti.
El 9 de juliol de 1940 va participar en la batalla de Punta Stilo, el primer enfrontament durant el conflicte entre la Regia Marina i la Royal Navy.
El 2 d'agost de 1941, després de la conquesta alemanya de Grècia i Creta, el Duca d'Aosta, amb els creuers Garibaldi i Duca degli Abruzzi i els destructors Alpino,  Bersagliere, Corazziere i Mitragliere van ser desplegats a Navarin, Grècia, per protegir el trànsit a la Mediterrània oriental dels possibles atacs de superfície dels ports britànics que el port de Haifa pogués utilitzar.
El 17 de desembre de 1941 va participar en l'escorta del comboi M 42 , format pels vapors Monginevro , Napoli i Vettor Pisani i el vaixell de càrrega alemany Ankara, La missió d'escorta va culminar amb la Primera Batalla de Sirte. El vaixell es trobava entre les unitats que constituïen la força de cobertura propera, juntament amb els destructors Camicia Nera, Ascari i Aviere, el cuirassat Duilio i les unitats de la VII Divisió de Creuers íntegrament, complint el paper de vaixell insígnia de l'almirall De Courten.
El juny de 1942 va participar en la batalla de mitjans de juny adscrit a la VIII Divisió de Creuers, formada en aquesta ocasió per Duca d'Aosta i Garibaldi. Les unitats de la VIII Divisió, comandades per l'almirall De Courten, amb la seva ensenya al Duca d'Aosta, havien sortit de Tàrent amb el 1r Esquadró i a bord del Garibaldi i del cuirassat Littorio hi havia grups per interceptar les comunicacions enemigues, mentre que a bord del creuer pesant Gorizia hi havia personal alemany per mantenir el contacte radiofònic amb la Luftwaffe. La formació italiana va ser precedida pel destructor Legionario, que havia estat equipat amb un radar Model Fu.Mo 21/39 De.Te. de construcció alemanya, convertint-se així en la primera unitat italiana equipada amb aquest instrument

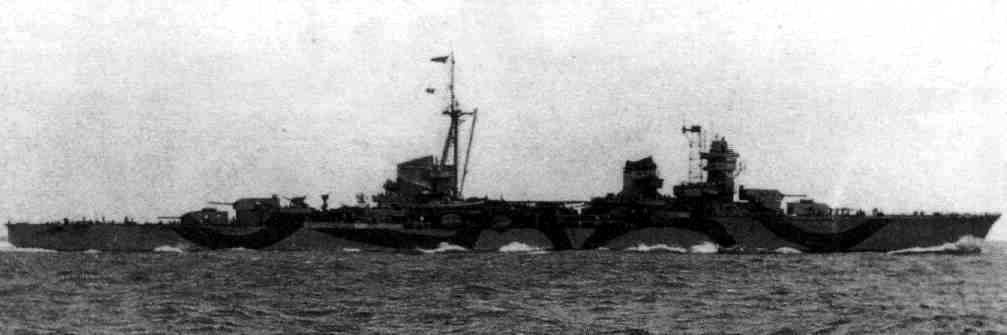
El vaixell amb pintura de camuflatge durant el conflicte

L'agost de 1943, l'almirall Fioravanzo, que havia assumit el comandament de la VIII Divisió el 14 de març, va rebre l'encàrrec de bombardejar Palerm, que feia uns dies que estava en mans de les tropes aliades.
La missió va començar el vespre del 6 d'agost de 1943 quan l'almirall, amb la divisió formada pels Garibaldi i el Duca d'Aosta, va salpar de Gènova cap a La Maddalena. Al vespre de l'endemà la Divisió va sortir de La Maddalena amb l'objectiu dels vaixells aliats ancorats a Palerm. No obstant això, el Garibaldi tenia dificultats de motor i no podia assolir una velocitat de més de 28 nusos, i cap dels dos creuers tenia radar disponible. Després de l'albirament per reconeixement aeri de vaixells desconeguts en ruta cap a la Divisió, Fioravanzo, creient que s'hauria d'enfrontar amb una força naval enemiga en condicions de clara inferioritat per no córrer el risc de perdre els dos creuers, però sobretot la vida dels 1.500 homes de les tripulacions, sense que es poguessin causar danys significatius a l'enemic, renuncià a la missió i atracant a La Spezia a les 18:52 del 8 d'agost. A les 17:00 del 9 d'agost els dos creuers van sortir de La Spezia amb destinació a Gènova, escortats pels destructors Mitragliere, Carabiniere i Gioberti, sota el comandament dels quals, en el seu primer viatge al mar en temps de guerra, va ser el capità de fragata Carlo Zampari i que durant aquest viatge seria l'últim destructor de la Reggia Marina en ser enfonsat en el conflicte. La formació, mentre avançava en navegació amb el Mitragliere al capdavant, els dos creuers en línia al costat i Carabiniere i Gioberti , respectivament, a babord i estribord dels creuers, al sud de Punta Mesco, entre Monterosso i Levanto, va ser emboscat pel submarí anglès Simoon que va llançar sis torpedes, dos dels quals van impactar contra la popa del Gioberti, el qual, partit en dos, es va enfonsar en poc temps.
El Carabiniere va respondre llançant càrregues de profunditat que van danyar els tubs de llançament de popa del vaixell anglès, després de la qual cosa la formació va continuar cap a Gènova, on va arribar al vespre. Molts dels nàufrags del Gioberti van ser rescatats per un esquadró de MAS i altres vaixells de rescat que van sortir de La Spezia tan bon punt van rebre la notícia de la pèrdua del vaixell.
En el moment de l'armistici del 8 de setembre el vaixell es trobava a Gènova, d'on va sortir juntament amb el Garibaldi i el Duca degli Abruzzi i la torpedinera Libra per reincorporar-se al grup naval procedent de La Spezia dirigit per l'almirall Bergamini, i després es va lliurar als Aliats a Malta juntament amb les altres unitats navals italianes procedents de Tàrent. El grup, després d'haver-se reunit amb les unitats procedents de La Spezia, per obtenir una homogeneïtat en les característiques dels creuers, el Duca d'Aosta va passar de la VIII a la VII Divisió , formada per l'Attilio Regolo, el Montecuccoli i l'Eugenio di Savoia, vaixell insígnia de l'almirall Oliva, en substitució de l'Attilio Regolo que va passar a formar part de la VIII Divisió. En aquest moment precís, enmig dels dubtes provocats per l’anunci de l’armistici, es van preocupar encara més rumors, no verificables en aquell moment, es van estendre entre la tripulació del vaixell Duca d’Aosta, sobre el possible reemplaçament o l’acomiadament de l'almirall Bergamini mateix, des que el vaixell insígnia de la Reggia Marina, des de l'opinió de Duca d'Aosta durant la trobadas, no es trobava en posició de guiar tot el comboi.
Durant el trasllat posterior, el cuirassat Roma, vaixell insígnia de l'almirall Bergamini, es va enfonsar la tarda del 9 de setembre a l'Asinara, colpejat per una bomba Fritz X llançada per un Dornier Do 217 de la Luftwaffe. El Duca d'Aosta va participar activament en la batalla del golf d'Asinara, amb els seus canons antiaeris disparant furiós contra els avions de la Luftwaffe, un cop va saber que no estaven en reconeixement, sinó en una missió de bombardeig fatal.
L'almirall Oliva prengué el comandament de la flota que es dirigia cap a Malta, després del Roma, va ser l'almirall Oliva,  que omplí la clàusula d'armistici no respectada per l'almirall Bergamini, la d'aixecar el penó negre del dol als patis i els discos negres dibuixats a les cobertes. De fet, quan Bergamini havia estat avisat per telèfon per De Courten de l'armistici imminent i de les clàusules relatives a la flota, s'havia enfurismat i només després havia acceptat formalment les ordres, de mala gana i sense complir aquella clàusula: havia deixat l'amarratge issant la gran bandera en lloc d'aixecar el penó negre.
Durant aquesta part del conflicte va volar 24 missions de combat per un total de 31.330 milles.
Durant la cobel·ligerància, el vaixell, després d'haver realitzat petites obres de manteniment a l'Arsenal de Tàrent l'octubre de 1943 , va ser enviat en missions de patrulla a l'Atlàntic central, juntament amb el Garibaldi i el Duca degli Abruzzi, emprats en accions de patrulla contra vaixells corsaris alemanys des de la base de Freetown, realitzant set missions entre el novembre de 1943 i el febrer de 1944. Va ser durant aquest període quan va esclatar una revolta molt peculiar a bord del vaixell (i en la història de l'Armada) quan, havent arribat a la vista de Montevideo a la costa de Sud-amèrica, després d'un període ininterromput d'activitat de sis mesos (durant el qual els mariners no havien rebut cap permís per desembarcar i -literalment- "no havien pogut reunir-se amb cap dona durant sis mesos) una part de la tripulació es rebel·là per poder desembarcar. Els rebels foren detinguts i després jutjats per la justícia militar, que tanmateix va ser indulgent, per la seva anterior laboriositat en el servei, i el reconegut període d'operacions molt llarg i ininterromput sense cap desembarcament ni permís, ambdós confirmats durant el judici pel mateix comandant del vaixell, que finalment va rehabilitar els mariners que s'havien rebel·lat al seu comandament.
Després de tornar a Itàlia l'abril de 1944, només va ser utilitzada en missions de transport. De setembre de 1943 a maig de 1945 va fer 55 missions per a un total de 61.542 milles.

### Comandants durant el període de guerra
- Capitano di vascello Francesco Rogadeo - del 6 de setembre de 1939 al 25 de febrer de 1942;
- Capitano di vascello Luciano Bigi - del 26 de febrer de 1942 al 15 de març de 1943;
- Capitano di vascello Temistocle D'Aloia - del 16 de març de 1943 al 17 d'abril de 1944;
- Capitano di vascello Ludovico Sitta - des del 18 d'abril de 1944 fins al final de la guerra el 1945.

### La transferència
Al final del conflicte, en compliment de les clàusules del tractat de pau, el Duca d'Aosta va ser cedit a la Unió Soviètica com a reparació dels danys de guerra. A més del Duca d'Aosta, els soviètics van obtenir el cuirassat Giulio Cesare, el vaixell escola Cristoforo Colombo, els destructors Artigliere i Fuciliere, les torpedineres de classe Ciclone Animoso, Ardimentoso i Fortunale, i els submarins Nichelio i Marea, així com el destructor Riboty, , que no va ser retirat a causa de la seva obsolescència, i altres vaixells com les MAS, torpedineres a motor, patrullers, naus cisterna, vaixells de desembarcament, un vaixell de transport i dotze remolcadors. A més del Riboty, una petita part de la quota de vaixells destinats als soviètics no va ser retirada a causa del seu mal estat de manteniment i els soviètics van acceptar una compensació econòmica per a aquestes unitats.
El tractat exigia que els vaixells destinats al trasllat estiguessin en condicions d'operar i, per tant, abans del trasllat la unitat va ser sotmesa a uns treballs de restauració, realitzats a l'Arsenal de La Spezia.
El lliurament dels vaixells als soviètics s'havia de fer en tres fases, començant el desembre de 1948 i finalitzant el juny següent. Les unitats principals eren les del primer i segon grup. El primer grup incloïa el Cesare, l'Artigliere i els dos submarins, mentre que el segon grup incloïa el Duca d'Aosta, el Cristoforo Colombo i els torpediners. Per a tots els vaixells, el lliurament s'havia de fer al port d'Odessa, amb l'excepció del cuirassat i els dos submarins que estaven previstes per al port albanès de Vlorë, ja que la Convenció de Montreux no permetia el pas pels Dardanels de cuirassats i submarins pertanyents a estats sense litoral cap al mar Negre. El traspàs hauria de fer-se amb tripulació civil italiana sota el control de representants soviètics i sota la bandera de la Marina Mercant, amb les autoritats del govern italià responsables dels vaixells fins a la seva arribada als ports on estava programat el lliurament. Per evitar possibles sabotatges, els vaixells dels dos primers grups s'havien de portar als seus ports de destinació sense munició a bord, que havia de ser transportat fins a la seva destinació amb vaixells de càrrega ordinaris, a excepció del cuirassat, que es va lliurar amb 900 tones de munició, que també incloïa 1.100 cartutxos de la totalitat de canons i 32 torpedes de 533mm dels dos submarins.
El vaixell, designat 'Z 15', va ser lliurat a la marina soviètica, al port d'Odessa, el 2 de març de 1949.

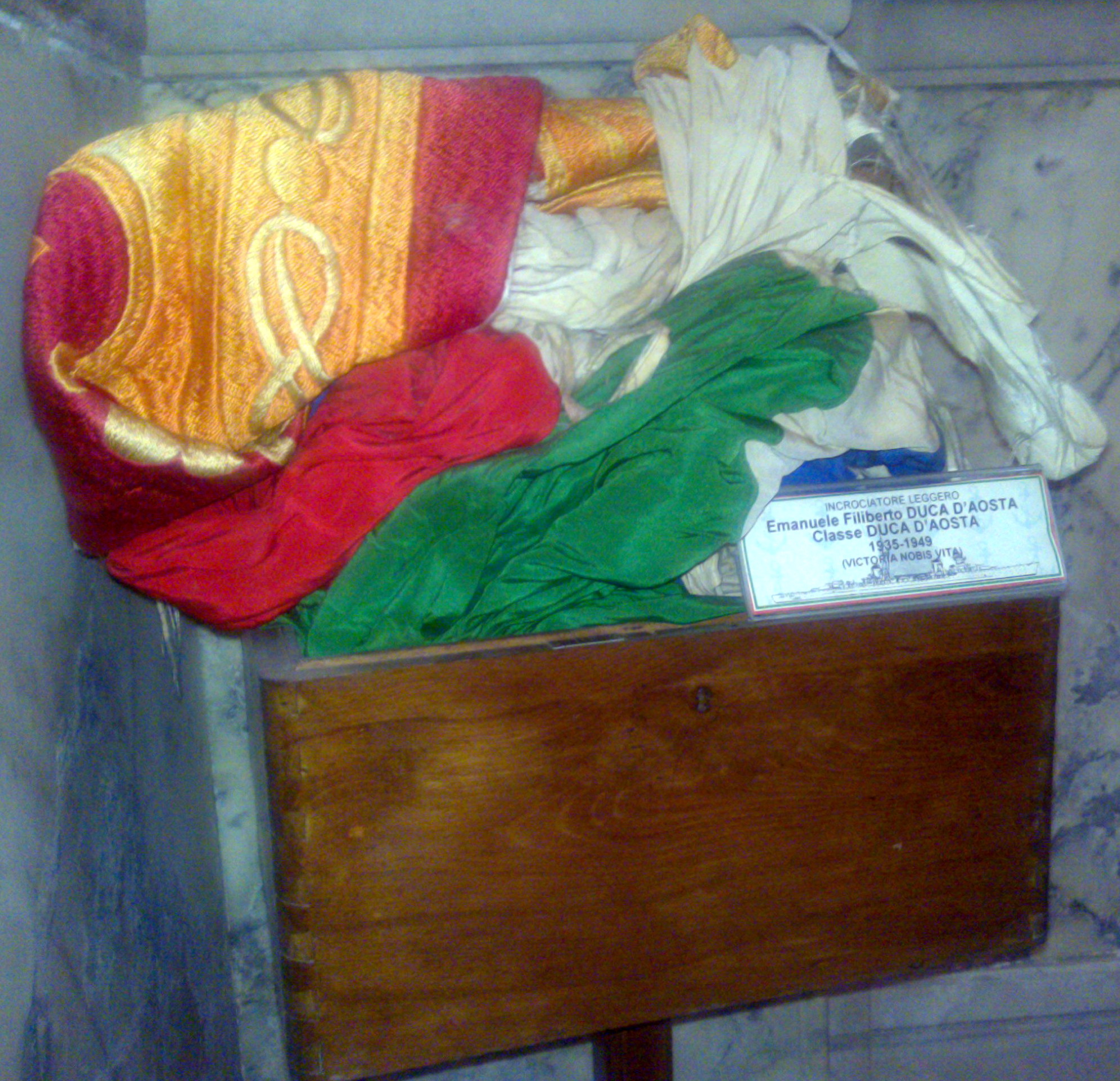
La bandera de guerra del creuer conservada al santuari de la bandera de Vittoriano

La unitat va ser assignada al capità de 1r rang Semió Mikhaïlovitx Lobov, que durant la Segona Guerra Mundial havia estat el primer comandant de destructors i després d'un esquadró a l'Extrem Orient i, posteriorment, després del comandament del creuer italià, comandaria el creuer Voroixilov i el 1951 el cuirassat Sebastòpol, abans d'assolir el rang d'almirall de la flota l'any 1970, el segon rang més alt de la marina soviètica.
La Unió Soviètica, després de la rendició i sortida d'Itàlia de l'Eix, ja havia sol·licitat una part important de la navegació militar i mercant italiana com a compensació dels danys de guerra durant la Conferència de Moscou, en la reunió entre els ministres d'Afers Exteriors de les tres principals potències aliades, Eden, Hull i Mólotov, i havia reiterat aquesta petició en la reunió entre Stalin Roosevelt i Churchill a la Conferència de Teheran, trobant el suport del President dels Estats Units. Però en aquell moment Itàlia era cobel·ligerant amb els Aliats, per la qual cosa la divisió immediata de la seva flota no es va considerar adequada, preferint ajornar la decisió sobre el seu destí fins al final del conflicte. En previsió d'aquest esdeveniment, els soviètics van rebre algunes unitats, en préstec, dels americans i dels britànics; tots aquests vaixells van servir a la Flota del Nord i van ser retornats al final del conflicte, excepte un destructor perdut en acció. Entre els vaixells cedits pels britànics hi havia diversos destructors de classe Town , tres vaixells de classe U i l'antic cuirassat Royal Sovereign, rebatejat com Archangel'sk durant el seu temps sota bandera soviètica. El vaixell més important cedit pels Estats Units va ser el creuer lleuger Milwaukee, de la classe Omaha, rebatejat pels soviètics com Murmansk i retornat el 16 de març de 1949 després del lliurament del Duca d'Aosta.
Inicialment, abans del tractat de pau, s'havia establert que el creuer italià s'havia d'anomenar Stalingrad en record de la batalla de Stalingrad, però es va abandonar la idea per donar aquest nom a un futur creuer de batalla del Projecte 82, la construcció del qual, havent avançat molt lentament, es va interrompre a la segona meitat dels anys cinquanta .
La bandera de guerra de la unitat es conserva a Roma al Sacrario delle Bandiere del Vittoriano.
El vaixell, després de rebutjar inicialment la idea de ser rebatejat com Stalingrad, primer va ser rebatejat com Admiral Ušakov i després Odessa mentre s'esperava el lliurament . Després d'unir-se a la marina soviètica , se li va donar el nom definitiu Kerč' (en rus: Керчь) i se'l va destinar a la flota del mar Negre. El nom del vaixell està dedicat a la ciutat heroica de Kertx, un port a la part oriental de la península de Crimea.
El 7 de febrer de 1956 el vaixell va ser retirat del servei actiu i utilitzat com a vaixell-escola fins a l'11 de maig de 1958 , quan va ser classificat com a unitat experimental amb la denominació "OS 32".
El 20 de febrer de 1959 el vaixell va ser donat de baixa i enviat a desballestament, que va tenir lloc el 1961 .